# Андские олени
Андские олени (лат. Hippocamelus) — род млекопитающих семейства оленевых. Эндемики Анд.
Олени имеют коренастое толстое тело и короткие ноги.
Эти млекопитающие живут на большой высоте летом, а зиму встречают в покрытых лесом долинах. Предпочтение отдаётся районам с источниками пресной воды. Это растительноядные животные, питаются травой, листьями и лишайниками, которые находят между скалами.
Андские олени составляют основу кухни андского региона с доколумбовых времен. Перуанцы охотились на оленей.
Ранее рассматривали в составе рода Odocoileus, является сестринским родом к северным оленям (Rangifer). Различают два вида этого рода:
- Hippocamelus antisensis
- Hippocamelus bisulcus